# إيدي سانتانا بوترا
إيدي سانتانا بوترا (بالإندونيسية: Eddy Santana Putra)‏ هو سياسي إندونيسي، ولد في 20 يناير 1957 ببانغكال بينانغ في إندونيسيا. حزبياً، نشط في حزب حركة إندونيسيا العظيمة.